# 乌河 (小清河)
乌河，位于中国山东省中部，为小清河右岸支流。古称时水，又名乌龙河，发源于淄博市临淄区辛店大武村南的大山、摩天岭北麓，向北流过临淄区凤凰镇，桓台县索镇和起凤镇后经马踏湖入小清河。全长52.5公里，流域面积560.58平方公里。乌河属于季节性河流，上游基本为干涸河道。